# Wolvesville
Wolvesville — рольова відеогра про вовкулак та селян.

## Ігролад
Вовкулаки щоночі обирають, кого вбити з 16 гравців, а селяни щодня проводять голосування, де беруть участь як вовкулаки так і селяни, одинаки.
Одинаки — найскладніші ролі.
В кожного одинака ігролад неповторний.

### Режими гри
- Швидка гра — стандартний режим гри.
- Розширена гра — гра, де є більше ролей.
- Рейтингова гра — режим, де ти анонімно граєш з гравцями того ж рангу.
- Пісочниця — режим гри, де ролі купуються за кристали.
- Гра з друзями — гра, де граєш лише ти і твої друзі.
- Особливі події — кожна особлива подія унікальна.